# Тираспољска и дубосарска епархија
Тираспољска и дубосарска епархија (рус. Тираспольская и Дубоссарская епархия) епархија је Православне цркве Молдавије под јурисдикцијом Руске православне цркве.
У њеном саставу налазе се парохије и манастири на простору Придњестровља.

## Историја
Дана 2. септембра 1990. године било је основано Бендерско викаријатство Кишињевске епархије на чијем челу се налазио викарни епископ Викентије, садашњи митрополит Средњоазијског митрополијског округа и стални члан Светог синода. Дана 18. јула 1995. основано је Дубосарско викаријатство Молдавске митрополије, које је 1998. преобразовано у Тираспољско-дубосарску епархију.
Од 5. марта 2010. године епархијски архијереј је господин Сава (Волков), епископ тираспољски и дубосарски (3. фебруара 2013. произведен је у архиепископа). Епархија се састоји из седам намјесништава (благочинија): Централног, Бендерског, Слободзејског, Григориопољског, Дубосарског, Рибницког и Каменског.